# Václav Ircing
Václav Ircing (5. května 1922 Čermná – 16. prosince 1969) byl český a československý politik Komunistické strany Československa a poúnorový poslanec Národního shromáždění ČSSR, Sněmovny lidu Federálního shromáždění a České národní rady.

## Biografie
Jeho otec byl horníkem. Václav Ircing se po roce 1945 dobrovolně přihlásil k vojenské službě a zůstal pak vojákem z povolání. Byl mu udělen Řád rudé hvězdy a Medaile Za zásluhy o obranu vlasti.
Ve volbách roku 1960 byl zvolen za KSČ do Národního shromáždění ČSSR za Západočeský kraj. Mandát obhájil ve volbách v roce 1964. V Národním shromáždění zasedal až do konce jeho funkčního období v roce 1968.
K roku 1968 se uvádí profesně jako důstojník z Domažlic. K roku 1969 je zmiňován jako plukovník. Od roku 1961 velel 9. domažlické brigádě Pohraniční stráže. V této funkci působil ještě v srpnu 1968.
Po federalizaci Československa usedl roku 1969 do Sněmovny lidu Federálního shromáždění (volební obvod Domažlice), kde setrval do své smrti v prosinci 1969. Ve stejném období zasedal i v České národní radě.